# 慕容垂
慕容 垂（ぼよう すい、拼音: Mùróng Chuí）は、五胡十六国時代の後燕の創建者。
当初は前燕の皇族で、桓温を撃退するなど活躍したが、奸臣の慕容評等に命を狙われて前秦に亡命した。前秦が淝水の戦いで大敗すると自立して前燕の復興として後燕を建国した。末年に太子の慕容宝が参合陂の戦いで大敗すると自ら反撃したが退軍中、病を患って死去した。

## 生涯

### 前燕の部将
鮮卑慕容部の出身。前燕の慕容皝の五男として生まれる。兄に慕容儁・慕容恪、弟に慕容納・慕容徳など。初名は「覇」だったが、ある日落馬して歯を折る大怪我をし、兄の慕容儁によって「𡙇」（偏が垂、旁が夬、「缺」と同字、常用漢字では「欠」）と改名させられた。その後さらに旁の「夬」を取り除いて「垂」と変えられた。
父の慕容皝からは寵愛され、咸康8年（342年）の高句麗、建元2年（344年）の宇文逸豆帰討伐に従軍、永和4年（348年）に父が亡くなり兄が即位した後は後趙を滅ぼした冉閔が建てた冉魏討伐にも参戦した。戦功により元璽元年（352年）には呉王に封じられ、侍中・右禁将軍・録留台事にも任じられ、征南将軍・荊州・兗州牧も兼ねて南境に配置された。建熙元年（360年）に兄が死去、甥の慕容暐が即位した時は慕容暐の補佐役になった兄の慕容恪に重用され、建熙6年（365年）には慕容恪と従軍して東晋の桓温に奪われていた洛陽を奪還した。
建熙10年（369年）4月、桓温の東晋軍が3度目の北伐を開始し、前燕軍は敗退して黄河北岸の枋頭まで退却し、前燕中枢部では龍城への遷都も検討された。これに対して慕容垂は自ら軍を率いて桓温と対戦し、前秦の援軍が到着する前に桓温を破って大勝、名声を上げて評価が高まった。
しかし、それが原因で逆に叔父で太傅の慕容評と皇太后の可足渾氏に恨まれ、排除の動きがあったため、慕容垂は前秦の苻堅の下に亡命した。

### 前秦に仕官
苻堅からは歓迎され、冠軍将軍に任命され、賓都侯に封ぜられた。反対に苻堅の側近王猛からは警戒され、苻堅に慕容垂を誅殺するよう要請したが、苻堅は聞き入れなかったため難を逃れた。慕容垂の亡命により前燕は衰退、建熙11年（370年）に前秦の遠征が行なわれて慕容垂も従軍し、前燕は滅亡した。前燕滅亡後は前秦の部将として活動し、建元14年（378年）に苻堅の子の苻丕・姚萇と共に東晋方の襄陽城を攻撃、翌年に陥落させ朱序を捕虜とした。建元18年（382年）、苻堅が一族群臣に東晋討伐の是非を諮問した際、苻融をはじめとする全員が反対する中でただ一人「弱者が強者に併合されるのは当然の理で、今や陛下の威は海外に伝わり、虎の如き軍兵100万。韓・白（韓信と白起のこと）のごとき勇将が朝廷に満ちています。今主命に従わぬのは米粒のような江南のみ。何を躊躇されることがありましょう」と述べて賛意を示し、苻堅は「朕と共に天下を定める者は、ひとり卿のみ」と大変喜んだという。
建元19年（383年）、淝水の戦いに参戦したが、東晋の宰相謝安の指揮の下謝玄・謝石らの東晋軍に前秦軍は大敗、慕容垂の軍は無傷だったため苻堅を長安まで送り、撤退を援護した。戦後、北方の反乱平定を苻堅に上奏し、認められ出陣して北方を平定、前秦に反乱を起こした丁零の翟斌を従え河北一帯に勢力を築き、鄴に駐屯していた苻丕を攻撃、建元20年（384年）正月に中山を都として燕王を自称、元号を燕元と改元して後燕を創建した。
甥で慕容暐の弟の慕容泓・慕容沖兄弟もこの機に乗じて西燕を建て、弟の慕容徳が慕容垂に従うなど他の慕容部も前秦から離れていった（慕容暐は苻堅に殺害された）。慕容垂は自立した後も前秦の臣下に留まっていたが、燕元2年（385年）に姚萇が苻堅を殺害して後秦を建国した翌燕元3年（386年）正月に中山で皇帝を称して完全に自立した。苻丕は鄴で持ちこたえていたが、援軍に赴いた劉庫仁が慕容垂の子の慕容麟に敗れたため、鄴から脱出した。

### 後燕建国後
皇帝に即位後、弟の慕容徳を車騎大将軍・范陽王に封じ、子の慕容農を遼東半島に派遣させ、一昨年に遼東に進出した高句麗の勢力を一掃した。建興7年（392年）6月に翟魏を討伐、394年8月に西燕も滅ぼし、山東を東晋から奪回するなど領土拡大に邁進、かつての前燕を上回る領土を手に入れた。また、公孫表・賈彝・宋隠・屈遵らを登用、漢人の登用も進めて流民も受け入れ、国力の増大を図った。
建興10年（395年）5月、病気のため子の慕容宝を北魏に派遣したが、11月に北魏の王の拓跋珪に大敗して軍の大半を失った（参合陂の戦い）。建興11年（396年）3月、慕容垂は自ら北魏に出兵、北魏の都の平城を落として拓跋珪を追放したが、4月に帰途の陣中における上谷で70歳で没した。臨終直前に、孫の慕容会を皇太孫に指定して、子の慕容宝が後を継いだが、慕容宝は亡父の遺言にそむいて末子の慕容策を皇太子とした。同時に北魏が勢いを盛り返し、首都の中山に迫るなど後燕と北魏の勢力関係は覆り、後燕は衰退していった。
なお、その死については慕容垂は帰途の際に参合陂で前年の戦いによる遺骸の山を見て弔いの儀式を行なったところ、戦死者の父兄が一斉に号泣して軍全体が大声で泣き出し、慕容垂はそれを恥じ入って吐血して病を得て急死したと伝えられている。

## 人物・逸話
身の丈は七尺七寸（約177cm）、手の長さは膝を過ぎるほどあったという。
王猛が慕容垂排除を苻堅に進言した理由は「慕容垂は聡明で龍や猛獣は飼いならすことはできず、いつかは自立する」と見越していたためとされる。苻堅は取り合わなかったが、淝水の戦い後に王猛の懸念は現実となり、慕容垂は前秦から自立していった。ただし慕容垂自身は苻堅に恩義を感じていたとされ、苻堅が生存している間は群臣から称帝を勧められても常に拒否したという（実際、淝水の敗戦で逃げる苻堅を自軍に収容した際も殺さなかった。また弟の慕容徳が暗殺を進言してきた時も拒否したという）。

### 怪異譚
唐の太宗李世民が遼東へ出征した折、定州を通過した。その時、道端に一人の鬼が黄衣を纏って高い塚に立っており、その神采は特異なものであった。太宗は使者を通じて語りかけたところ、その鬼は「私の過去は君の過去より立派だったが、今は君が私より立派になっている。栄華とは各々の代で異なるものであり、どうしてこのように苦しめ追い詰めるのか」と答え、言い終えるや姿は見えなくなった。そこは慕容垂の墓所であったという。

## 宗室

### 后妃
- 成昭皇后段氏（鮮卑段部当主の段末波の娘。即位前に没し、皇后の位を追贈された）
- 夫人段氏（成昭皇后段氏の妹）
- 王妃可足渾氏（慕容儁の皇后可足渾氏の妹）- 生別した
- 成哀皇后段元妃（前燕の左光禄大夫の段儀の娘。成昭皇后段氏の姪）
- 段氏（貴嬪、慕容熙の生母）

### 男子
- 慕容令（献荘太子、後に献荘帝と追号）
- 慕容宝（恵愍帝）
- 慕容農（遼西王）
- 慕容隆（高陽王）
- 慕容麟（趙王）
- 慕容柔
- 慕容熙（河間公）
- 慕容朗（勃海王）
- 慕容鑒（博陵王）

### 伝記資料
- 『晋書』巻123「慕容垂載記」
- 『十六国春秋』「後燕録」